# Грађанска кућа у улици Максима Горког број 21 у Лесковцу
Грађанска кућа у улици Максима Горког број 21 у Лесковцу је грађевина која је саграђена 1931. године. С обзиром да представља значајну историјску грађевину, проглашена је непокретним културним добром Републике Србије. Налази се у Лесковцу, под заштитом је Завода за заштиту споменика културе Ниш.

## Историја
Грађанска кућа у улици Максима Горког број 21 у Лесковцу је саграђена 1931. године као породична кућа за становање са обележјем градске виле уз парковски уређено двориште. Главна улична фасада зграде је потпуно симетрична са стилизованом фасадном декорацијом обрађеном на специфичан начин и са појединим облицима блиским модернизму. Садржи сутерен, високо приземље и мансардни кров. У централни регистар је уписана 15. августа 2016. под бројем СК 2185, а у регистар Завода за заштиту споменика културе Ниш 28. јуна 2012. под бројем СК 363.